# Niemiholm (eiland)
Niemiholm is een Zweeds rond eiland in de Råneälven. Het eiland heeft een wat vreemde naam. Niemi is Fins voor schiereiland en holm is Zweeds voor een rotsig eiland. Het relatief grote eiland vormt een blokkade tussen het Niemiselet en het vervolg van de rivier.Het eiland is bewoond en heeft een oeverbinding naar de noordelijke (linker) oever van de rivier. Niemiholm is ook de naam van het dorpje op het eiland.
Storholmen · Storselaholmen · Storholmen · Sladaholmen · Hedholmen · Notholmen · Svedjeholmen · Tomasholmen · Niemiholm · Lillholmen · Färholmen · Sundbergholmen · Killingholmen · Holmen · Prästholmen · Börstholmen · Längholmen · Degerholmen · Kullen · Kaninholmen · Andholmen